# J3 League 2016
Die J3 League 2016 war die dritte Spielzeit der J3 League, der dritten Division der japanischen J. League. An ihr nahmen 16 Vereine teil. Die Saison begann am 19. März 2016 und endete am 20. November 2016.
Ōita Trinita gewann die Meisterschaft und stieg direkt in die J2 League 2017 auf. Tochigi SC qualifizierte sich als Vizemeister für die Relegationsspiele gegen den Vorletzten der J2 League 2016.

## Modus
Die Vereine spielten ein Doppelrundenturnier aus; somit ergaben sich insgesamt 30 Partien pro Mannschaft. Für einen Sieg gab es drei Punkte, bei einem Unentschieden einen Zähler. Die Tabelle wurde also nach den folgenden Kriterien erstellt:
1. Anzahl der erzielten Punkte
2. Tordifferenz
3. Erzielte Tore
4. Ergebnisse der Spiele untereinander
5. Entscheidungsspiel oder Münzwurf

Der Verein mit den meisten Punkten stieg am Ende der Saison direkt in die J2 League 2017 auf, der Zweitplatzierte spielte in zwei Relegationsspielen gegen den Vorletzten der J2 League 2016 um den Aufstieg in die J2 League.

## Teilnehmer
Am Ende der vorherigen Saison schaffte Aufsteiger Renofa Yamaguchi FC als Meister den Durchmarsch in die J2 League 2016. Begleitet wurde Renofa durch FC Machida Zelvia, die sich in den Relegationsspielen gegen den Vorletzten der J2 League 2015 durchsetzten und nach drei Jahren Abwesenheit in die J2 zurückkehrten.
Zelvias Aufstieg geschah auf Kosten von Ōita Trinita, die nach dem Abstieg aus der J. League Division 1 2013 nach nur zwei Jahren erneut eine Klasse nach unten mussten. Das Team aus dem Norden Kyūshūs ist somit die erste Mannschaft Japans, welche im Laufe ihrer Geschichte in allen drei Divisionen der J. League aktiv war. Direkter Absteiger aus der J2 war der Tabellenletzte Tochigi SC, welcher sich nach sieben Jahren aus der Spielklasse verabschiedete.
Als Aufsteiger aus der Japan Football League 2015 wurde der J. League-Hundertjahrplan-Verein Kagoshima United FC aufgenommen. Wie Renofa Yamaguchi ein Jahr zuvor erreichte United als bestes Team unter den Hundertjahrplan-Vereinen den minimal zum Aufstieg notwendigen vierten Platz.
Die U-22-Auswahl, welche in den beiden vorherigen Spielzeiten der J3 League mitwirkte, wurde am Ende der Saison 2015 vom japanischen Verband aufgelöst. Als Ersatz beschloss die J. League, die drei U-23-Teams von Cerezo Osaka, deren Lokalrivalen Gamba Osaka sowie des FC Tokyo aufzunehmen.
| Team                | Stadt                | Heimstadion                                            |
| ------------------- | -------------------- | ------------------------------------------------------ |
| Blaublitz Akita     | Akita, Akita         | Akita Bank Stadium                                     |
| Cerezo Osaka U23    | Osaka, Osaka         | Kinchō Stadium                                         |
| Fujieda MYFC        | Fujieda, Shizuoka    | Fujieda Soccer Stadium                                 |
| Fukushima United FC | Fukushima, Fukushima | Toho Stadium                                           |
| Gainare Tottori     | Tottori, Tottori     | Tottori Bank Bird Stadium                              |
| Gamba Osaka U23     | Suita, Osaka         | Suita City Football Stadium und Osaka Expo ’70 Stadium |
| Grulla Morioka      | Morioka, Iwate       | Iwate Bank Stadium                                     |
| Kagoshima United FC | Kagoshima, Kagoshima | Kagoshima Kamoike Stadium                              |
| Kataller Toyama     | Toyama, Toyama       | Toyama Athletic Recreation Park Stadium                |
| AC Nagano Parceiro  | Nagano, Nagano       | Minami-Nagano Sports Park Stadium                      |
| Ōita Trinita        | Ōita, Ōita           | Ōita Bank Dome                                         |
| FC Ryūkyū           | Okinawa, Okinawa     | Okinawa Athletic Park Stadium                          |
| SC Sagamihara       | Sagamihara, Kanagawa | Gion Stadium                                           |
| Tochigi SC          | Tochigi, Tochigi     | Tochigi Green Stadium                                  |
| FC Tokyo U23        | Tokio                | Ajinomoto Field Nishigaoka und weitere Stadien1        |
| YSCC Yokohama       | Yokohama, Kanagawa   | NHK Spring Mitsuzawa Football Stadium                  |

Bemerkungen
1. FC Tokyo U-23 nutzte während der Saison insgesamt vier Stadien in Tokio, neben dem Ajinomoto Field Nishigaoka sind dies das Yumenoshima Stadium, das Komazawa Olympic Park Stadium und das Ajinomoto Stadium. Die konkrete Nutzung der drei letztgenannten Stadien ist in der Kreuztabelle vermerkt.

## Trainer
| Verein              | Cheftrainer                          |
| ------------------- | ------------------------------------ |
| Grulla Morioka      | Akihiko Kamikawa                     |
| Blaublitz Akita     | Shūichi Mase                         |
| Fukushima United FC | Keisuke Kurihara                     |
| Tochigi SC          | Yūji Yokoyama                        |
| YSCC Yokohama       | Yasuhiro Higuchi                     |
| SC Sagamihara       | Norihiro Satsukawa → Sōtarō Yasunaga |
| AC Nagano Parceiro  | Fumitake Miura                       |
| Kataller Toyama     | Yasutoshi Miura                      |
| Fujieda MYFC        | Atsuto Ōishi                         |
| Gainare Tottori     | Tetsuji Hashiratani                  |
| Oita Trinita        | Tomohiro Katanosaka                  |
| Kagoshima United FC | Tetsuya Asano                        |
| FC Ryukyu           | Kim Jong-song                        |
| FC Tokyo U-23       | Takayoshi Amma → Tadashi Nakamura    |
| Gamba Osaka U-23    | Noritada Saneyoshi                   |
| Cerezo Osaka U-23   | Yūji Ōkuma                           |

## Spieler
| Verein              | Spieler |
| ------------------- | --- |
| Grulla Morioka      | Kōhei Doi (30/0), Kaito Kubo (29/2), Ryōta Kobayashi (2/0), Tokio Hatamoto (28/3), Yoshihiro Masuko (16/0), Taku Ushinohama (28/9), Ryōta Doi (14/1), Kenta Matsuda (1/0), Daichi Hakkaku (10/1), Ken’ichi Tanimura (17/2), Kenzō Taniguchi (29/8), Mitsuteru Kudō (1/0), Yūsuke Hayashi (22/0), Kenta Anraku (17/1), Eijirō Mori (19/2), Kazuma Umenai (29/5), Yūma Takahashi (6/1), Takuya Kakine (18/1), Jō Inoue (14/2), Sō Morita (8/0), Tatsuya Suzuki (28/3), Kento Dodate (5/0), Takashi Saitō (9/0), Ichirō Suzuki (4/0), Keita Ishii (15/2), Hiromu Kōri (1/0) |
| Blaublitz Akita     | Han Ho-gang (1/0), Shūhei Fukai (14/0), Shūhei Hotta (22/0), Keita Hidaka (29/2), Kyōhei Maeyama (27/4), Tatsuya Kumagai (21/1), Go Daimu (25/3), Ken Hisatomi (30/5), Shōhei Shinzato (29/0), Kazuhiro Kawata (21/0), Yūki Hatanaka (6/3), Masaya Yūma (20/3), Toshiki Sakai (14/0), Naoki Hatada (4/0), Takuma Aoshima (15/0), Takuya Matsumoto (30/0), Naoyuki Yamada (30/2), Teruyoshi Itō (2/0), Tomohiro Tanaka (24/8), Takahiro Urashima (21/3), Takunosuke Funakawa (1/0), Ryōto Higa (16/1), Kōhei Shimoda (15/1) |
| Fukushima United FC | Ryōta Okada (29/1), Akihiro Noda (20/0), Kenta Togawa (15/0), Takumi Watanabe (16/0), Takashi Kamoshida (18/0), Hiroto Mogi (24/2), Kazuto Ishidō (19/5), Alex (16/2), Kim Kong-chyong (11/2), Kim Hong-yeon (13/2), Kōta Hoshi (28/5), Takuya Muraoka (19/0), Gōson Sakai (5/0), Naoki Maeda (24/1), Rodrigo (13/0), Paulao (18/2), Shōta Hasunuma (10/2), Kento Sugino (6/0), Takuto Hashimoto (21/0), Shōta Fukuoka (14/1), Kei Uemura (23/0), Tomoyasu Naitō (7/0), Daiki Umei (19/1), Hiroki Higuchi (30/9) |
| Tochigi SC          | Yoshiya Nishizawa (23/1), Yōhei Nishimura (4/0), Kenta Hirose (28/3), Kei Omoto (30/1), Tatsuki Kohatsu (11/0), Kazunori Kan (23/1), Kōji Hirose (30/5), Tsugutoshi Ōishi (30/11), Makoto Sugimoto (9/0), Jean Moser (14/3), Yōsuke Kamigata (20/2), Kazuki Nishiya (26/1), Takuma Nagayoshi (1/0), Daisuke Saitō (5/0), Tatsunori Yamagata (27/1), Ryōta Sakata (8/1), Daiki Yamamoto (20/1), Daisuke Yoshimitsu (30/0), Kyōtarō Yamakoshi (1/0), Toshio Shimakawa (11/3), Isao Homma (29/0), Ricardo Lobo (5/1), Taisuke Miyazaki (16/2), Hayato Sasaki (19/0) |
| YSCC Yokohama       | Kenji Moriyama (24/0), Mitsuki Watanabe (20/0), Kei Munechika (22/1), Kōsuke Matsuda (28/1), Norimasa Nakanishi (23/0), Hikaru Ozawa (26/0), Masaya Yamamoto (26/0), Masato Yamazaki (23/1), Kazuya Ōizumi (29/2), Akio Yoshida (30/1), Masao Tsuji (7/3), Yūsuke Miura (2/0), Tomoyuki Katabira (6/0), Suguru Asanuma (6/0), Kōichi Miyao (19/0), Masato Sasaki (19/1), Hiroto Miyauchi (8/0), Masaya Nozaki (28/0), Shunta Nishiyama (24/1), Kentarō Gunji (3/0), Yūmu Kudō (4/0), Takaki Tomozawa (12/0), Daisuke Kitahara (13/3), Osama Elsamni (10/1) |
| SC Sagamihara       | Tsuyoshi Satō (5/0), Kōta Amano (5/0), Yūsei Kudō (28/0), Lucas (16/2), Toro (7/0), Sunao Hozaki (19/2), Taira Inoue (22/5), Keita Sogabe (17/1), Ryō Iida (25/3), Yōhei Sakai (26/1), Ryōta Iwabuchi (29/7), Masatoshi Aki (2/0), Kaijirō Fujiyoshi (6/0), Chimba (11/1), Kōhei Hattori (23/1), Kyōsuke Narita (3/0), Keita Makiuchi (22/0), Takahisa Kitahara (8/0), Yōsuke Terada (5/0), Yoshikatsu Kawaguchi (19/0), Hironori Ishikawa (6/0), Makoto Fukōin (25/1), Takurō Kikuoka (30/0), Masatoshi Ishida (8/0), Yūsuke Kondō (10/0), Masaki Fukai (28/5), Hideyuki Akai (10/0) |
| AC Nagano Parceiro  | Yūki Matsubara (29/3), Takahiro Ōshima (11/2), Takashi Uchino (19/2), Ren Sengoku (20/0), Yūki Satō (30/7), Tetsuya Kanno (25/2), Shōgo Shiozawa (12/3), Yūji Unozawa (6/0), Akihiro Sakata (30/2), Yoshinori Katsumata (21/4), Sai Kanakubo (1/0), Ryō Nishiguchi (11/0), Johnny Leoni (15/0), Conrado (10/2), Tomoyuki Arata (16/1), Ryōta Watanabe (19/2), Masahide Hiraoka (1/0), Hiroshi Azuma (29/1), Kazuki Arinaga (28/1), Ryōsuke Tada (28/1), Hideo Hashimoto (13/0), Park Kun (2/0), Teppei Usui (4/0), Ryūki Miura (15/0), Yūsuke Kondō (6/0), Takashi Amano (17/0) |
| Kataller Toyama     | Tatsumi Iida (4/0), Kōsei Wakimoto (28/1), Kenji Dai (29/4), Takahiro Kuniyoshi (25/0), Ryō Hiraide (30/3), Yūki Kitai (24/1), Ryō Kubota (28/1), Takuya Kokeguchi (30/5), Yū Etō (25/2), Yōsuke Mikami (27/6), Rempei Uchida (10/1), Tomoya Nakanishi (24/1), Keisuke Kimoto (14/1), Naoto Yoshii (4/1), Yūdai Nishikawa (19/2), Hiroki Nakada (2/0), Kōji Ezumi (3/0), Nobuyuki Shiina (5/0), Yūsei Kayanuma (28/7), Ryūki Nishimuro (6/0), Seiji Shindō (21/0), Kengo Nagai (23/0), Kōki Ōshima (5/1) |
| Fujieda MYFC        | Takanori Miyake (26/0), Hiroki Narabayashi (2/0), Mitsuru Manshō (1/0), Daiki Asada (26/2), Tadayo Fukuō (23/1), Yūichirō Edamoto (30/12), Takumi Hashimoto (6/0), Keisuke Endō (27/6), Nozomi Ōsako (26/2), Hayato Mine (18/1), Hirochika Miyoshi (28/6), Naoto Hiraishi (26/3), Kōta Sameshima (30/6), Takuya Mihashi (8/0), Ryōsuke Ochi (29/1), Ryōsuke Kakigi (22/1), Ryōsuke Hisadomi (30/4), Yūjirō Haraguchi (1/0), Hiroki Sasaki (1/0), Shūhei Yamada (4/0), Hiroki Waki (10/1), Shō Kagami (4/0), Nobuyuki Kawashima (12/1), Kōichi Maeda (29/0), Shōta Fujisaki (1/0) |
| Gainare Tottori     | Takuya Sugimoto (17/0), Ryōsuke Kawanabe (21/2), Takanori Nakajima (22/0), Ryūji Hirota (29/1), Kenji Koyano (29/0), Masaru Kurotsu (16/2), Fernandinho (26/7), Valci Junior (4/0), Masamichi Hayashi (17/0), Katsuhisa Inamori (15/0), Hayato Ikegaya (20/3), Takashi Akiyama (30/3), Shūto Kawai (29/6), Shū Kameshima (19/0), Tsuyoshi Miyaichi (17/1), Masayoshi Takayanagi (2/0), Daichi Soga (7/0), Makito Hatanaka (1/0), Junji Yamamichi (21/1), Ren Yamamoto (16/1), Haruki Fukushima (14/0), Yōsuke Kataoka (24/1), Shunsuke Maeda (16/1) |
| Oita Trinita        | Tomohito Shūgyō (12/0), Takahiro Yamaguchi (14/0), Yoshinori Suzuki (30/1), Naoya Fukumori (24/1), Rei Matsumoto (27/1), Hwang Song-su (8/0), Yūsuke Gotō (24/14), Masaya Matsumoto (28/1), Daiki Takamatsu (8/1), Takanori Chiaki (13/0), Takumi Kiyomoto (29/7), Satoru Yamagishi (18/0), Quirino (5/0), Kōhei Isa (16/4), Yōsei Ōtsu (9/1), Naoto Kamifukumoto (19/0), Yūki Yamanouchi (1/0), Yūya Himeno (19/0), Kazushi Mitsuhira (15/10), Daisuke Sakai (11/0), Tomoki Iwata (24/1), Tsubasa Yoshihira (13/2), Daniel (19/2), Kim Dong-wook (12/2), Kōhei Hattanda (14/1), Shinji Yamaguchi (7/0) |
| Kagoshima United FC | Shunsuke Ueda (1/0), Shun Asō (1/0), Isao Taniguchi (2/0), Kōsuke Yoshii (15/1), Wataru Inoue (12/1), Shūto Tanaka (28/1), Akira Akao (26/3), Yūki Nagahata (27/1), Noriaki Fujimoto (27/15), Hiroto Yamamoto (2/0), Tsuyoshi Shinchū (18/0), Yūya Yamada (15/3), Kōji Takano (7/0), Hirotaka Uchizono (3/0), Yūma Kawamori (12/1), Yūsei Nakahara (29/8), Mitsuhiro Seki (29/0), Takayuki Fujii (6/1), Junki Goryō (24/2), Dai Takeda (2/0), Katsunari Mizumoto (26/0), Sai Kanakubo (8/0), Shōhei Yanagizaki (2/0), Shōgo Tsukada (3/0), Shinji Tominari (30/1), Masafumi Terada (8/1), Kenta Nishioka (4/0), Tetsuya Yamaoka (27/0), Yutaka Tanoue (25/0) |
| FC Ryukyu           | Park Il-gyu (26/0), Kōsuke Masutani (28/1), Yūtarō Chinen (25/1), Ruan (6/0), Keisuke Tanabe (27/2), Keita Tanaka (29/13), Noritaka Fujisawa (30/2), Pablo (21/7), Yū Tomidokoro (27/3), Ryūji Saitō (22/4), Katsuhiro Hamada (8/0), Park Ri-ki (24/4), Leonardo (23/2), Tatsurō Yamauchi (8/0), Yūta Togashi (18/4), Satoki Uejō (8/0), Desheun Ryō Yamakawa (1/0), Taisuke Konno (5/0), Shūhei Takizawa (25/1), Yukiya Tamashiro (1/0), Ken’ichirō Hirata (21/2), Kyōga Nakamura (3/0), Itsuki Urata (8/0) |
| FC Tokyo U-23       | Hideto Takahashi (2/0), Yūichi Maruyama (1/0), Sei Muroya (4/0), Yōhei Kajiyama (3/0), Muriqui (3/1), Tatsuya Enomoto (7/0), Ha Dae-sung (1/0), Rei Hirakawa (2/0), Takuya Koyama (16/0), Nathan Burns (3/0), Naohiro Ishikawa (2/0), Tasuku Hiraoka (28/1), Yōsuke Han’ya (2/0), Shūto Okaniwa (2/0), Yōhei Hayashi (20/7), Wataru Sasaki (17/0), Ryōya Ogawa (14/0), Takahiro Yanagi (24/0), Sōtan Tanabe (3/2), Shūto Kōno (11/0), Jun’ya Itō (4/0), Manato Shinada (1/0), Kazunori Yoshimoto (10/0), Takuya Uchida (12/1), Kentarō Kakoi (21/0), Yu In-soo (26/11), Sōdai Hasukawa (5/0), Hideyuki Nozawa (26/1), Kiichi Yajima (4/1), Masayuki Yamada (7/0), Kento Hashimoto (1/0), Shōya Nakajima (7/0), Makoto Okazaki (29/2), Gō Hatano (2/0), Yoshiatsu Oiji (22/1), Yoshitake Suzuki (25/0), Takuma Abe (1/0), Rimu Matsuoka (10/1), Mao Kobayashi (6/0), Kōta Mizunuma (9/3), Fumiya Suzuki (3/0), Shōi Sakaguchi (2/0), Yūichi Komano (4/0), Takefusa Kubo (3/0) |
| Gamba Osaka U-23    | Takamasa Sugiyama (3/0), Takaharu Nishino (17/1), Kim Jung-ya (1/0), Keisuke Iwashita (6/0), Takahiro Futagawa (10/1), Hiroyuki Abe (2/0), Ken Tajiri (13/0), Ken’ya Okazaki (19/2), Yōsuke Fujigaya (4/0), Kōtarō Ōmori (2/0), Shun Nagasawa (1/0), Oh Jae-suk (2/0), Hiroto Goya (11/7), Naoki Ogawa (24/4), Jungo Fujimoto (4/2), Naoya Senoo (29/3), Tatsuya Uchida (14/1), Shōta Yomesaka (19/0), Patric (2/1), Sō Hirao (27/1), Mizuki Hayashi (13/0), Hiroki Noda (27/3), Kazunari Ichimi (29/3), Tomoki Kamioka (1/0), Ryō Hatsuse (15/0), Mizuki Ichimaru (21/0), Akito Takagi (23/1), Ritsu Dōan (21/10), Shōhei Ogura (14/0), Yūdai Konishi (2/0), Kazuto Nishida (2/0), Ayumu Matsumoto (2/0), Ryōtarō Meshino (13/1), Hirohide Adachi (4/0), Katsuki Umezu (6/0), Ryō Yamashita (6/0), Reo Yamashita (1/0) |
| Cerezo Osaka U-23   | Hiroyuki Takeda (12/0), Teruyuki Moniwa (2/0), Kōta Fujimoto (2/0), Besart Abdurahimi (2/0), Mitsuru Maruoka (24/2), Yūki Kotani (17/1), Noriyuki Sakemoto (1/0), Shōhei Kiyohara (6/1), Yūzō Tashiro (1/0), Daiki Kogure (27/0), Daichi Akiyama (13/0), Kenta Tanno (7/0), Hayato Nukui (29/0), Ryūji Sawakami (3/1), Yasuki Kimoto (23/1), Hideo Hashimoto (6/1), Ahn Joon-soo (5/0), Kenta Mukuhara (7/0), Masaki Sakamoto (18/2), Masaki Okino (28/2), Rei Yonezawa (25/8), Jurato Ikeda (11/0), Masataka Nishimoto (25/6), Honoya Shōji (16/0), Takeru Kishimoto (18/6), Takashi Kitano (7/0), Kakeru Funaki (5/0), Toshiki Onozawa (28/1), Reiya Morishita (22/2), Daichi Matsuoka (1/0), Motohiko Nakajima (3/0), Hiroto Yamada (1/0), Ayumu Seko (1/0) |

## Statistiken

### Tabelle
| Pl.                                       | Verein                  | Sp. | S  | U  | N  | Tore    | Diff. | Punkte |
| ----------------------------------------- | ----------------------- | --- | -- | -- | -- | ------- | ----- | ------ |
| 1.                                        | Ōita Trinita (R)        | 30  | 19 | 4  | 7  | 050:240 | +26   | 61     |
| 2.                                        | Tochigi SC (A)          | 30  | 17 | 8  | 5  | 038:200 | +18   | 59     |
| 3.                                        | AC Nagano Parceiro      | 30  | 15 | 7  | 8  | 033:220 | +11   | 52     |
| 4.                                        | Blaublitz Akita         | 30  | 14 | 8  | 8  | 037:260 | +11   | 50     |
| 5.                                        | Kagoshima United FC (N) | 30  | 15 | 5  | 10 | 039:290 | +10   | 50     |
| 6.                                        | Kataller Toyama         | 30  | 13 | 10 | 7  | 037:290 | +8    | 49     |
| 7.                                        | Fujieda MYFC            | 30  | 14 | 3  | 13 | 048:420 | +6    | 45     |
| 8.                                        | FC Ryūkyū               | 30  | 12 | 8  | 10 | 046:460 | ±0    | 44     |
| 9.                                        | Gamba Osaka U23         | 30  | 10 | 8  | 12 | 042:410 | +1    | 38     |
| 10.                                       | FC Tokyo U23            | 30  | 9  | 9  | 12 | 032:310 | +1    | 36     |
| 11.                                       | SC Sagamihara           | 30  | 9  | 8  | 13 | 029:460 | −17   | 35     |
| 12.                                       | Cerezo Osaka U23        | 30  | 8  | 8  | 14 | 038:470 | −9    | 32     |
| 13.                                       | Grulla Morioka          | 30  | 6  | 12 | 12 | 043:470 | −4    | 30     |
| 14.                                       | Fukushima United FC     | 30  | 7  | 9  | 14 | 035:440 | −9    | 30     |
| 15.                                       | Gainare Tottori         | 30  | 8  | 6  | 16 | 030:470 | −17   | 30     |
| 16.                                       | YSCC Yokohama           | 30  | 5  | 5  | 20 | 015:510 | −36   | 20     |
| Quelle: Soccerway, Stand: Ende der Saison |                         |     |    |    |    |         |       |        |

| Aufstiegsberechtigte Vereine: Gainare Tottori, Kataller Toyama, AC Nagano Parceiro, Ōita Trinita, Tochigi SC |

| (A) | Absteiger aus der J2 League 2015: Tochigi SC                             |
| (R) | Verlierer der Relegation zur J2 League 2016: Ōita Trinita                |
| (N) | Neuling, Aufsteiger aus der Japan Football League 2015: Kagoshima United |

### Kreuztabelle
|                     | BLA                                       | CER   | FUJ   | FKU   | GAI  | GAM   | GRU  | KAG   | KAT  | NAG   | OIT   | RYU  | SAG  | TOC  | TKY  | YSC  |
| Blaublitz Akita     |                                           | 1:1   | 1:0   | 2:1   | 3:0  | 1:0   | 2:0  | 1:3   | 11:0 | 1:1   | 0:1   | 2:0  | 12:1 | 2:1  | 1:0  | 3:0  |
| Cerezo Osaka U-23   | 1:2                                       |       | 22:1  | 2:2   | 2:2  | 1:2   | 2:0  | 0:2   | 2:3  | 20:0  | 2:1   | 2:1  | 2:2  | 0:3  | 2:1  | 1:1  |
| Fujieda MYFC        | 2:1                                       | 1:0   |       | 2:0   | 2:5  | 34:0  | 3:2  | 2:0   | 32:1 | 3:2   | 0:2   | 4:2  | 0:1  | 31:1 | 2:1  | 4:0  |
| Fukushima United FC | 1:1                                       | 2:2   | 1:1   |       | 1:2  | 1:1   | 3:1  | 1:2   | 41:1 | 51:0  | 1:4   | 1:1  | 0:1  | 2:1  | 0:2  | 2:0  |
| Gainare Tottori     | 1:1                                       | 1:2   | 1:3   | 61:3  |      | 0:4   | 3:3  | 0:1   | 60:1 | 2:0   | 2:4   | 1:0  | 0:1  | 0:1  | 0:1  | 2:1  |
| Gamba Osaka U-23    | 72:2                                      | 72:1  | 82:0  | 71:0  | 81:2 |       | 74:1 | 76:1  | 83:0 | 71:1  | 82:2  | 81:4 | 80:1 | 72:3 | 81:1 | 70:0 |
| Grulla Morioka      | 1:1                                       | 1:0   | 1:2   | 4:2   | 2:0  | 0:0   |      | 2:3   | 1:1  | 0:1   | 1:1   | 2:3  | 5:0  | 2:2  | 1:1  | 3:0  |
| Kagoshima United FC | 1:0                                       | 3:1   | 1:0   | 1:0   | 2:0  | 3:1   | 2:2  |       | 0:0  | 0:0   | 0:1   | 1:2  | 1:1  | 0:1  | 1:0  | 4:0  |
| Kataller Toyama     | 0:1                                       | 2:1   | 2:0   | 1:1   | 4:1  | 2:1   | 1:3  | 2:1   |      | 2:0   | 0:0   | 1:1  | 1:1  | 0:1  | 0:0  | 1:0  |
| AC Nagano Parceiro  | 1:0                                       | 1:3   | 2:1   | 2:1   | 0:0  | 4:0   | 0:0  | 1:0   | 0:0  |       | 1:0   | 2:0  | 2:1  | 1:0  | 0:1  | 3:0  |
| Ōita Trinita        | 1:0                                       | 2:0   | 4:3   | 1:0   | 2:1  | 1:0   | 4:2  | 1:0   | 0:1  | 1:0   |       | 2:2  | 3:0  | 0:1  | 3:0  | 3:0  |
| FC Ryūkyū           | 1:1                                       | 0:3   | 1:0   | 2:3   | 1:1  | 1:0   | 4:2  | 3:1   | 2:2  | 2:1   | 1:0   |      | 2:2  | 1:1  | 1:5  | 0:1  |
| SC Sagamihara       | 2:2                                       | 3:1   | 3:1   | 1:0   | 1:0  | 1:2   | 0:0  | 0:4   | 0:1  | 1:2   | 0:3   | 1:3  |      | 0:2  | 1:0  | 0:1  |
| Tochigi SC          | 1:0                                       | 1:0   | 2:0   | 3:1   | 0:0  | 0:2   | 1:1  | 1:0   | 2:0  | 0:1   | 2:1   | 1:0  | 1:1  |      | 1:1  | 2:0  |
| FC Tokyo U-23       | 91:0                                      | 102:0 | 1:1   | 111:1 | 0:1  | 101:1 | 1:0  | 100:0 | 0:3  | 111:2 | 101:2 | 2:3  | 4:1  | 1:1  |      | 2:0  |
| YSCC Yokohama       | 1:2                                       | 2:2   | 120:3 | 0:2   | 0:1  | 122:0 | 0:0  | 0:1   | 3:4  | 0:2   | 1:0   | 0:2  | 1:1  | 0:1  | 1:0  |      |
|                     | Quelle: Soccerway, Stand: Ende der Saison |       |       |       |      |       |      |       |      |       |       |      |      |      |      |      |

Bemerkungen
1. Das Spiel fand im Akita Yabase Athletic Field in Akita, Akita statt.[5]
2. Das Spiel fand im Yanmar Stadium Nagai in Osaka, Osaka statt.[6]
3. Das Spiel fand im Ecopa Stadium in Shizuoka, Shizuoka statt.[7]
4. Das Spiel fand im Aizu Athletic Stadium in Aizu-Wakamatsu, Fukushima statt.[8]
5. Das Spiel fand im Shonan BMW Stadium Hiratsuka in Hiratsuka, Kanagawa statt.[8]
6. Das Spiel fand im Chūbu Yajin Stadium in Yonago, Tottori statt.[9]
7. Das Spiel fand im Suita City Football Stadium in Suita, Osaka statt.[10]
8. Das Spiel fand im Osaka Expo ’70 Stadium in Suita, Osaka statt.[10]
9. Das Spiel fand im Ajinomoto Stadium in Tokio statt.[11]
10. Das Spiel fand im Yumenoshima Stadium in Tokio statt.[11]
11. Das Spiel fand im Komazawa Olympic Park Stadium in Tokio statt.[11]
12. Das Spiel fand im Mitsuzawa Athletic Stadium in Yokohama, Kanagawa statt.[12]

### Relegation
Der Vizemeister der J3 League 2016, Tochigi SC, spielt gegen den Vorletzten der J2 League 2016, Zweigen Kanazawa, in zwei Relegationsspielen um einen Platz in der J2 League 2017. Das Hinspiel findet am 27. November in Tochigi, das Rückspiel am 4. Dezember 2016 in Toyama statt.
|            | Gesamt |                  | Hinspiel | Rückspiel |
| ---------- | ------ | ---------------- | -------- | --------- |
| Tochigi SC | 0:3    | Zweigen Kanazawa | 0:1      | 0:2       |

### Zuschauertabelle
| Platz                  | Mannschaft          | Heimspiele | Zuschauer | pro Spiel |
| ---------------------- | ------------------- | ---------- | --------- | --------- |
| 01.                    | Ōita Trinita        | 15         | 116.563   | 7.771     |
| 02.                    | AC Nagano Parceiro  | 15         | 75.274    | 5.018     |
| 03.                    | Tochigi SC          | 15         | 73.756    | 4.917     |
| 04.                    | SC Sagamihara       | 15         | 65.161    | 4.344     |
| 05.                    | Kagoshima United FC | 15         | 54.979    | 3.665     |
| 06.                    | Kataller Toyama     | 15         | 54.113    | 3.608     |
| 07.                    | FC Tokyo U-23       | 15         | 41.957    | 2.797     |
| 08.                    | Blaublitz Akita     | 15         | 36.371    | 2.425     |
| 09.                    | Gamba Osaka U-23    | 15         | 36.291    | 2.419     |
| 10.                    | Gainare Tottori     | 15         | 28.471    | 1.898     |
| 11.                    | Fukushima United FC | 15         | 25.172    | 1.678     |
| 12.                    | FC Ryūkyū           | 15         | 23.418    | 1.561     |
| 13.                    | Fujieda MYFC        | 15         | 22.965    | 1.531     |
| 14.                    | Cerezo Osaka U-23   | 15         | 22.326    | 1.488     |
| 15.                    | Grulla Morioka      | 15         | 17.816    | 1.188     |
| 16.                    | YSCC Yokohama       | 15         | 15.277    | 1.018     |
| Gesamt                 | Gesamt              | 240        | 709.640   | 2.957     |
| Stand: Ende der Saison |                     |            |           |           |